# آسفیناگ
آسفیناگ (آلمانی: ASFiNAG) شرکت دولتی ترابری اتریشی است، که در سال ۱۹۸۲ تأسیس شد.